# 巴格巴哈拉
巴格巴哈拉（Bagbahara），是印度恰蒂斯加尔邦Mahasamund县的一个城镇。总人口16746（2001年）。

## 人口
该地2001年总人口16746人，其中男性8455人，女性8291人；0—6岁人口2478人，其中男1291人，女1187人；识字率59.29%，其中男性为69.38%，女性为48.99%。